# Sin City (film)
Sin City (2005) is een Amerikaanse neo noir-film van de regisseurs Frank Miller en Robert Rodriguez. De film is voornamelijk gebaseerd op drie van de door Miller geschreven en getekende graphic novels: The Hard Goodbye, die gaat over een man die de moord op zijn geliefde wil wreken, The Big Fat Kill, die gaat over de strijd tussen een groep prostituees en huursoldaten, en That Yellow Bastard, die gaat over een ouder wordende man die een jonge vrouw redt uit de handen van een kindermishandelaar.
In de film spelen een groot aantal bekende Hollywoodacteurs, onder wie Jessica Alba, Mickey Rourke, Brittany Murphy, Clive Owen, Nick Stahl, Bruce Willis en Michael Clarke Duncan. Rutger Hauer heeft ook een kleine rol. Geestelijk vader Miller zelf heeft een cameo als priester die door Marv vermoord wordt.
Sin City werd zeer goed ontvangen door recensenten en was een commercieel succes. Op het Filmfestival van Cannes in 2005 won de film een technische prijs vanwege de visuele stijl.

## Stijl
De film valt op door de speciale stijl, die erg trouw blijft aan de originele comic-versies van de plotlijnen. De personages worden in zwart/wit getoond tegen een artificieel decor in stripstijl. De opnames werden digitaal gefilmd in kleur tegen een green screen. Later werd de film omgezet in zwart-wit en werden de decors ingevuld. Sommige details worden af en toe toch in kleur weergegeven, wederom gelijk aan de stripversies.

## Verhaal
De film bestaat uit vier verhalen die elkaar niet chronologisch opvolgen. Het verhaal The Customer is Always Right speelt een kleine rol in de film.

### The Customer is Always Right
Op het dak van een wolkenkrabber dat uitkijkt over Sin City vindt een feest plaats. Een vrouw, gekleed in een rode avondjurk, bevindt zich alleen op het balkon. Een man duikt achter haar op en biedt haar een sigaret aan. Daarna praten ze wat, en zoenen ze elkaar. Dan schiet de man haar dood in zijn armen. Uit zijn monoloog is af te leiden dat hij een huurmoordenaar is, die door de vrouw zelf is ingehuurd om haar te helpen met haar zelfmoord.

### That Yellow Bastard (deel 1)
In de haven van Sin City probeert politie-officier John Hartigan seriemoordenaar en pedofiel Roark Junior te stoppen om te voorkomen dat hij de 11-jarige Nancy Callahan verkracht en vermoordt. Junior raakt seksueel opgewonden van de angstkreten van meisjes, en als hij dat is wordt hij moorddadig. Hij is de zoon van de machtige senator Roark, die de politie heeft betaald om de misdaden van zijn zoon te camoufleren. Hartigans politiepartner Bob is ook betaald door Roark, en hij probeert Hartigan ervan te overtuigen om uit de zaak te stappen. Hartigan besluit Bob uit te schakelen en alles op alles te zetten om Nancy te redden.
Hij loopt een pakhuis binnen, waar hij twee lokale criminelen bewusteloos slaat. Junior is er ook aanwezig, samen met de angstige Nancy en twee van zijn hulpjes. Hartigan schiet en doodt Juniors hulpjes, maar Junior weet Hartigan in zijn schouders te schieten, en vervolgens met Nancy weg te rennen naar de haven. Hartigan geeft zich nog niet gewonnen en schiet Juniors oor eraf, waardoor hij wordt gedwongen om Nancy los te laten. Dan schiet hij op Juniors arm en genitaliën, voordat Bob, die nog in leven blijkt te zijn, Hartigan definitief uitschakelt. Als de sirenes naderen kan Hartigan met de gedachte dat Nancy in veiligheid is rustig het bewustzijn verliezen.

### The Hard Goodbye
Marv, een harde kerel, bevindt zich in een hotelkamer met de mooie Goldie. Nadat de twee met elkaar vrijen en slapen komt Marv erachter dat Goldie vermoord is. Er naderen sirenes, en Marv denkt dat hij erin is geluisd door iemand met geld en macht. Hij vecht zich een weg door corrupte politieagenten en gaat de straat op om Goldies dood te wreken. Hij stopt bij het appartement van Lucille, zijn reclasseringsambtenaar, om zijn wonden te laten verzorgen. Lucille vindt het echter moeilijk om Marv te geloven en ze raadt hem aan zijn missie te stoppen; als hij weer veroordeeld wordt zal het levenslang worden.
Marv reist af naar Kadie's Bar voor informatie. Na enige tijd wordt hij benaderd door twee huurmoordenaars, die Marv willen doodschieten in het steegje achter de bar. Marv weet de twee echter te doden nadat hij heeft achterhaald wie de twee heeft gestuurd. Marv baant zich verder een weg door diverse informanten en komt uiteindelijk aan bij een corrupte priester, die weet dat iemand van de familie Roark (de senator) achter Goldies moord zat. Marv vermoordt de priester en steelt zijn auto, maar hij wordt aangevallen en beschoten door een vrouw die sterk lijkt op Goldie. Marv denkt dat hij hallucineert omdat hij al een tijd geen medicijnen heeft ingenomen.
Marv komt aan bij het huis van de familie Roark, waar hij met een wolf vecht en de overblijfselen van vele dode vrouwen ontdekt. Dan wordt hij aangevallen door de man die Goldies moordenaar lijkt te zijn. De man maakt zo weinig geluid dat hij de moordenaar wel moet zijn, niemand kan zo stil zijn dat Marv het niet opviel dat Goldie bij hem in bed werd vermoord terwijl ze sliepen. Marv wordt buiten bewustzijn geslagen door de man en ontwaakt in de kelder, waar de hoofden van de slachtoffers van de man zijn bevestigd aan de muur. Lucille, die besloot om zich te verdiepen in Marvs wraakpoging, is ook vastgezet in de kelder. Lucille vertelt dat de man tegen wie Marv had gevochten een kannibaal is en dat Goldie een prostituee was. Ze laat Marv zien dat haar hand is afgehakt door de moordenaar en ze moest toekijken terwijl hij de hand at.
Marv zet alles op alles om de spijlen van het kelderraam te breken om zo te ontsnappen. Hij ziet het gezicht van de moordenaar, terwijl de man weggeroepen wordt door iemand in een limousine. Marv ontdekt dat de naam van de moordenaar Kevin is. Marv ontsnapt met Lucille, maar een groep politieagenten schiet Lucille dood als zij zich wil overgeven. Marv is woedend en vermoordt alle agenten. Marv verneemt dat kardinaal Patrick Henry Roark de moord op Goldie had gepland. Goldie was namelijk een prostituee bij wie verschillende hooggeplaatste vrienden van Roark klant waren, en wist te veel duistere geheimpjes. Omdat ze besefte dat Roark achter haar aanzat kwam ze bij Marv voor bescherming.
Terug in de stad wordt Marv door gewapende prostituees gevangengenomen. De vrouw die hij voor Goldie aanzag blijkt haar tweelingzuster Wendy te zijn, die wraak wil nemen voor de dood van haar zus. Uiteindelijk besluiten ze samen achter Kevin en Roark aan te gaan. Deze keer laat hij zich niet door Kevins snelheid van zijn stuk brengen, en neemt hem gevangen. Marv probeert Kevin te martelen door zijn lichaam aan zijn eigen wolf te eten te geven, maar Kevin sterft uiteindelijk zonder iets te hebben gezegd. Vervolgens gaat Marv naar kardinaal Roark, dringt zijn kathedraal binnen, en presenteert hem het hoofd van Kevin. Evenals Kevin toont Roark geen enkele spijt, maar slechts verdriet over het overlijden van Kevin. Hij geeft toe samen met Kevin mensenvlees te hebben gegeten, en is klaar om te sterven. Marv martelt de kardinaal vervolgens langzaam dood, zodat volgens Marv de hel waar ik hem naartoe stuur de hemel zal lijken na wat ik met hem gedaan heb.
De politiemannen die hem arresteren deinzen terug in afschuw na wat ze aantreffen. Marv wordt gevangengezet en gemarteld, maar bekent pas als ze zijn moeder bedreigen. Alle moorden, inclusief die op Goldie, worden hem in de schoenen geschoven, en Marv wordt ter dood veroordeeld. De dag voor zijn executie komt Wendy nog een laatste keer langs en ze vrijen. Ten slotte wordt Marv geëxecuteerd, maar na de eerste poging spuwt hij bloed en zegt: Is dat het beste wat jullie kunnen, watjes?. Hij krijgt direct een tweede stroomstoot toegediend en overlijdt.

### The Big Fat Kill
Shellie, een bardame die werkt bij Kadie's, wordt mishandeld door haar gewelddadige ex-vriend Jackie Boy. Haar huidige vriend Dwight ontdekt dit. Hij zoekt Jackie Boy op en bedreigt hem om te zorgen dat hij Shellie met rust laat. Jackie Boy vlucht met zijn vrienden naar Old Town. Dwight volgt hen, en ziet hoe de groep een jonge prostituee genaamd Becky treitert. Dit wordt tevens gezien door Gail, een van de hoofdprostituees en vriendin van Dwight. Blijkbaar beseft Jackie Boy niet dat de prostituees gewapend zijn en wel weten hoe ze met lastige klanten om moeten gaan.
Wanneer Jackie Boy Becky met een pistool bedreigt, duikt onverwacht vechtsportmeesteres Miho op. Zij doodt Jackie Boy en diens vrienden in een gevecht. Naderhand ontdekken Dwight en de prostituees dat Jackie Boy in werkelijkheid niemand minder is dan politieluitenant Jack Rafferty. Bang dat zijn dood een einde zal maken aan de gespannen vrede tussen de politie en de prostituees, besluit Dwight om Jackie Boys lichaam mee te nemen en in en een lokale teerput te dumpen.
Op weg naar de teerput krijgt Dwight een hallucinatie waarin hij een gesprek voert met Jackie Boys dode lichaam. Tevens wordt Dwight staande gehouden door een agent, maar hij weet zich met een smoesje uit de situatie te praten. Bij de teerput aangekomen wordt Dwight neergeschoten door een groep Ierse huurmoordenaars geleid door Manute. Die vertrekt vervolgens naar Old Town en ontvoert Gail.
Het blijkt dat de huurlingen opzettelijk een conflict tussen de politie en de prostituees willen uitlokken. De prostituees zullen hierdoor hun wapens moeten inleveren of in ieder geval sterk verzwakt raken, zodat de pooiers de macht over de prostitutie en Old Town weer kunnen grijpen.
Dwight overleeft de aanslag op zijn leven en vecht terug. Hij doodt enkele huurmoordenaars alvorens door een granaatexplosie in de teerput te worden geslingerd. Miho redt hem. Samen bevechten ze de overige huurlingen en heroveren Jackie Boys lichaam. Ze keren terug naar Old Town, waar Gail wordt gemarteld door Manute. Ze ontdekt dat Becky de informant is die de huurlingen heeft gewaarschuwd over Jackie Boys dood. Dwight en Miho confronteren Manute, en bieden een ruil aan: Jackie Boys hoofd voor Gail. Op het moment dat de deal moet plaatsvinden, blaast Dwight met een granaat het hoofd van Jackie Boy op en vernietigt zo al het bewijs omtrent zijn dood. Dwight en Gail kunnen samen ontkomen terwijl Manute en de laatste van zijn huurlingen worden gedood door de gewapende prostituees.

### That Yellow Bastard(deel 2)
Hartigan ligt in een ziekenhuis. Senator Roark vertelt hem dat Junior in een coma ligt en dat hij Hartigan zal gebruiken als zondebok voor Juniors misdaden. Ook dreigt hij dat iedereen aan wie Hartigan de waarheid vertelt zal worden gedood. Een dankbare Nancy bezoekt Hartigan ook, en belooft contact met hem te houden onder een schuilnaam.
Hartigan gaat naar de gevangenis, wetende dat hij alleen zo zijn vrouw en Nancy kan beschermen. Wel weigert hij de misdaden van Junior op te biechten. Na acht jaar stopt Nancy opeens met hem wekelijks een brief te sturen. In plaats daarvan ontvangt Hartigan een afgesneden vinger per post. Beseffend dat Nancy mogelijk is ontvoerd, bekent Hartigan alle misdaden die hem in de schoenen zijn geschoven. Dit levert hem verlof op wegens goed gedrag. Zijn oude partner Bob wacht hem op, die hem vertelt dat Hartigans vrouw is hertrouwd. Hartigan weet niet dat hij wordt gevolgd door een misvormde man met een gele huid, die bovendien verschrikkelijk stinkt. Hartigan vindt Nancy uiteindelijk in Kadie's Bar, waar ze inmiddels werkt als erotisch danseres om haar rechtenstudie te financieren.
Hartigan ontdekt dat de afgesneden vinger slechts een truc was. De gele man had Hartigan de vinger gestuurd, wetende dat Hartigan dan op zoek zou gaan naar Nancy, zijn werkelijke doelwit. De twee ontkomen in Nancy's auto. Hartigan schiet de gele man neer, maar slaagt er niet in hem te doden. Hij valt de twee later opnieuw aan in een hotel. Daar maakt hij tevens bekend dat hij niemand minder dan Roark Junior is. Hij is zo geworden door de jarenlange operaties die hij moest ondergaan om zijn ontbrekende lichaamsdelen te regenereren.
Junior hangt Hartigan op en laat hem voor dood achter. Hij neemt Nancy mee naar de boerderij van zijn familie om haar daar te doden. Nancy weet van Hartigan dat Junior geil en vervolgens moorddadig wordt van de angstkreten van meisjes, en doorstaat daarom diens martelingen zonder een kik te geven.
Hartigan ontsnapt en volgt Junior naar de boerderij, waar hij Junior eerst ontwapent en castreert (Ik neem hem zijn wapen af. Beide wapens.) en vervolgens doodslaat.
Nadien maakt Nancy plannen om met Hartigan eindelijk Senator Roarks corruptie openbaar te maken en zijn misdaadkartel in Sin City ten val te brengen. Maar Hartigan beseft dat dit niet zo makkelijk zal gaan. Wetende dat Senator Roark Nancy zal blijven achtervolgen uit wraak, pleegt Hartigan uiteindelijk zelfmoord.
Een oude man sterft, een jong meisje leeft. Eerlijke ruil.

### Epiloog
Een gewonde Becky verlaat het ziekenhuis waar ze zich heeft laten behandelen. Wanneer ze in de lift stapt, komt ze de huurmoordenaar uit de proloog tegen. Hij biedt haar een sigaret aan, een teken dat zij diens volgende doelwit is.

## Rolverdeling
The Customer Is Always Right
| Acteur         | Personage   |
| -------------- | ----------- |
| Josh Hartnett  | de Verkoper |
| Marley Shelton | de Cliënt   |

The Hard Goodbye
| Acteur          | Personage                     |
| --------------- | ----------------------------- |
| Mickey Rourke   | Marv                          |
| Jaime King      | Goldie / Wendy                |
| Carla Gugino    | Lucille                       |
| Elijah Wood     | Kevin                         |
| Rutger Hauer    | kardinaal Patrick Henry Roark |
| Frank Miller    | priester                      |
| Jessica Alba    | Nancy Callahan                |
| Clive Owen      | Dwight McCarthy               |
| Brittany Murphy | Shellie                       |
| Rosario Dawson  | Gail                          |
| Alexis Bledel   | Becky                         |
| Patricia Vonne  | Dallas                        |
| Evelyn Hurley   | Josie                         |
| Helen Kirk      | Maeve                         |
| Greg Ingram     | buitenwipper                  |
| Jason Douglas   | huurmoordenaar                |
| Danny Wynands   | grote huurmoordenaar          |
| Ryan Rutledge   | agent                         |
| J.D. Young      | winkelier                     |
| Paul T. Taylor  | assistent-procureur           |

The Big Fat Kill
| Acteur                | Personage                                |
| --------------------- | ---------------------------------------- |
| Clive Owen            | Dwight McCarthy                          |
| Brittany Murphy       | Shellie                                  |
| Benicio del Toro      | Jack "Iron Jack" Rafferty / "Jackie Boy" |
| Rosario Dawson        | Gail                                     |
| Michael Clarke Duncan | Manute                                   |
| Alexis Bledel         | Becky                                    |
| Devon Aoki            | Miho                                     |
| Patricia Vonne        | Dallas                                   |
| Clark Middleton       | Schutz                                   |
| Nicky Katt            | Stuka                                    |
| Tommy Flanagan        | Brian                                    |
| Ethan Maniquis        | vriend van Jackie Boy                    |
| Ken Thomas            | vriend van Jackie Boy                    |
| Chris Warner          | vriend van Jackie Boy                    |
| Iman Nazemzadeh       | vriend van Jackie Boy                    |
| Ashley Moore          | Old Town-meisje                          |
| Lauren-Elaine Powell  | Old Town-meisje                          |
| Texas Presley         | Old Town-meisje                          |
| Emmy Robbin           | Old Town-meisje                          |
| Kelley Robins         | Old Town-meisje                          |
| Monika Spruch         | Old Town-meisje                          |
| Penny Vital           | Old Town-meisje                          |

That Yellow Bastard
| Acteur          | Personage                        |
| --------------- | -------------------------------- |
| Bruce Willis    | rechercheur John Hartigan        |
| Jessica Alba    | Nancy Callahan                   |
| Nick Stahl      | Ethan Roark Jr. / Yellow Bastard |
| Powers Boothe   | senator Ethan Roark              |
| Michael Madsen  | rechercheur Bob                  |
| Makenzie Vega   | 11-jarige Nancy Callahan         |
| Jude Ciccolella | Liebowitz                        |
| Rick Gomez      | Douglas Klump                    |
| Nick Offerman   | Burt Schlubb                     |
| Mickey Rourke   | Marv                             |
| Elijah Wood     | Kevin                            |

Epiloog
| Acteur        | Personage   |
| ------------- | ----------- |
| Alexis Bledel | Becky       |
| Josh Hartnett | de Verkoper |

## Achtergrond

### Productie
Na zijn ervaringen met de film RoboCop 3 wilde Frank Miller aanvankelijk niet de filmrechten op Sin City verkopen. Rodriguez, een fan van graphic novels, stond er echter op om Sin City te mogen verfilmen. Om Miller te overtuigen, beloofde hij zo trouw mogelijk te blijven aan de strips. Tevens maakte hij al een korte pilot genaamd The Customer is Always Right. Dit filmpje was voor Miller genoeg om de filmrechten alsnog te verkopen.
Sin City was een van de eerste films die werd gefilmd met voornamelijk digitaal getekende achtergronden en sets. De acteurs werkten daarom vooral met chromakey. Slechts drie sets voor de film werden wel in het echt gebouwd; Kadie's Bar, Shellies appartement, en de gang van het ziekenhuis.
Er werd gebruikgemaakt van high-definition digitale camera's. Dit maakte Sin City tot een van de eerste volledig digitale live-actionfilms. De film werd geheel in kleur opgenomen, en nadien zwart-wit gemaakt.
De opnames begonnen in maart 2004, voordat de meeste acteurs definitief waren ingehuurd. Daarom werden eerst veel scènes opgenomen met stand-ins.

### Filmmuziek
De muziek voor Sin City werd gecomponeerd door zowel Rodriguez zelf als John Debney en Graeme Revell. De drie primaire verhalen in de film (The Hard Goodbye, The Big Fat Kill en That Yellow Bastard) werden elk door een andere componist van muziek voorzien. Revell nam Goodbye voor zijn rekening, Debney Kill en Rodriguez Bastard. Wel werkten de drie samen aan de muziek voor de proloog en epiloog.
Een van de bekendere nummers uit de film is een instrumentale versie van het lied Cells van The Servant. De film telt de volgende nummers:
1. Sin City (Rodriguez)
2. One Hour to Go (Rodriguez)
3. Goldie's Dead (Revell)
4. Marv (Revell/Rodriguez)
5. Bury the Hatchet (Revell)
6. Old Town Girls (Revell/Rodriguez)
7. The Hard Goodbye (Revell)
8. Cardinal Sin (Revell/Rodriguez)
9. Her Name is Goldie (Revell)
10. Dwight (Debney)
11. Old Town (Debney/Rodriguez)
12. Deadly Little Miho (Debney/Rodriguez)
13. Warrior Woman (Debney)
14. Tar Pit (Debney)
15. Jackie Boy's Head (Debney)
16. The Big Fat Kill (Debney)
17. Nancy (Rodriguez)
18. Prison Cell (Rodriguez)
19. Absurd (Fluke)
20. Kiss of Death (Rodriguez)
21. That Yellow Bastard (Rodriguez)
22. Hartigan (Rodriguez)
23. Sensemaya (Revueltas)
24. Sin City End Titles (Rodriguez)

## Ontvangst
De film werd positief ontvangen door critici. Op Rotten Tomatoes scoort de film 77% aan goede beoordelingen. Een punt waar wel kritiek op kwam was dat de film zich te veel zou focussen op de graphics, en daarom een gebrek aan menselijkheid zou hebben.
Sin City bracht in het openingsweekend $29,1 miljoen op, en versloeg daarmee Beauty Shop (een film die hetzelfde weekend in première ging). In het tweede weekend daalde de opbrengst sterk. Wereldwijd bracht de film $158,7 miljoen op.

## Prijzen en nominaties
Sin City won in totaal 16 prijzen, en werd voor nog eens 29 andere prijzen genomineerd. De gewonnen prijzen zijn:
2005
- De BMI Film Music Award
- De Technical Grand Prize op het Filmfestival van Cannes
- De publieksprijs voor beste internationale acteur (Mickey Rourke) bij de rish Film and Television Awards
- De SDFCS Award voor "Best Production Design"

2006
- Saturn Awards voor "Beste Action/Adventure/Thriller Film", "Best DVD Special Edition Release" en "Beste mannelijke bijrol" (Mickey Rourke)
- De ASCAP Award voor "Top Box Office Films"
- De Austin Film Award
- De COFCA Award voor "Best Formal Design"
- De CFCA Award voor beste mannelijke bijrol (Mickey Rourke)
- De MTV Movie Award voor Sexiest Performance (Jessica Alba)
- OFCS Awards voor "beste cinematografie", "beste montage" en "beste mannelijke bijrol" (Mickey Rourke)